# Albert Eichhorn
Pour les articles homonymes, voir Eichhorn.
Albert Eichhorn (Karl Albert August Ludwig Eichhorn, 1er octobre 1856 - 3 août 1926), auteur de Das Abendmahl im Neuen Testament, était l'un des fondateurs de l'École de l'Histoire des Religions, une école qui chercha à comprendre toutes les religions, y compris le Christianisme et le Judaïsme, comme des phénomènes socio-culturels déterminés. Au travers des besoins, des croyances et de la culture contemporaine qui influencèrent l'élaboration de la Cène, son travail novateur soutient l'influence des idées gnostiques du Proche-Orient sur la conception du repas sacrificiel de l'Église chrétienne primitive. 

## Œuvres
- Das Abendmahl im Neuen Testament, Leipzig, Mohr Siebeck, 1898. Traduit par Jeffrey F. Cayzer sous le titre The Lord’s Supper in the New Testament., précédé d'un essai introductif par Hugo Gressmann, Albert Eichhorn and the History of Religion School Atlanta: Society of Biblical Literature, 2007.
- Athanasii De vita ascetica testimonia collecta, Habilitation, Halle, 1886.
- Etwas vom Predigen, Die Christliche Welt (1895): cols. 273–76, 308–10.
- Heilige Geschichte, in Die Religion in Geschichte und Gegenwart (éd. Friedrich Michael Schiele et Leopold Zscharnack; 5 vols.; Tübingen: Mohr Siebeck, 1909–13), 2:2023–27.
- Die Rechtfertigungslehre der Apologie, TSK 59 (1887): 415–91.